# Jean Kennedy Smith
Jean Ann Kennedy Smith (ur. 20 lutego 1928 w Brookline, zm. 17 czerwca 2020 w Nowym Jorku) – amerykańska urzędniczka, była ambasador Stanów Zjednoczonych w Irlandii, siostra prezydenta Johna F. Kennedy’ego.

## Życiorys
W okresie od 17 czerwca 1993 do 17 września 1998 była 25. ambasadorem Stanów Zjednoczonych w Irlandii.
Jej rodzicami byli Rose Fitzgerald i Joseph P. Kennedy Sr. 19 maja 1956 poślubiła Stephena Smitha. Mają dwóch synów i dwie adoptowane córki.